# Cruranthura simplicia
Cruranthura simplicia is een pissebed uit de familie Paranthuridae. De wetenschappelijke naam van de soort is voor het eerst geldig gepubliceerd in 1946 door Thomson.